# Robert Lamontagne
Pour les articles homonymes, voir Lamontagne.
Robert Lamontagne, né le 13 février 1933 à Saint-Félicien et mort le 13 décembre 2019 à Roberval, est un homme politique et notaire québécois.

## Biographie
Il était le député libéral de Roberval de 1970 à 1981.